# Mike Chioda
Michael Jason Chioda (geb. 1. August 1966 in Willingboro Township, New Jersey, Vereinigte Staaten) ist ein US-amerikanischer Ringrichter im professionellen Wrestling. Er unterschrieb zuletzt einen Vertrag bei All Elite Wrestling.
Bevor er am 15. April 2020 von World Wrestling Entertainment (WWE) entlassen wurde, war er der dienstälteste Ringrichter bei WWE, da er bereits seit 1989 dort unter Vertrag stand.

## Werdegang

### Word Wrestling Federation/Entertainment (WWF/WWE) 1989–2020
Als junger Erwachsener unterstützte ihn Gorilla Monsoon und Monsoons Sohn Joey bei dem Einstieg ins professionelle Wrestling. Als er seine Ringrichter Ausbildung abgeschlossen hatte, begann er 1989 eine Karriere bei der World Wrestling Federation (WWF). Nach Wrestlemania VII nahm er sich eine Pause und kam ab 1992 für die WWF wieder zum Einsatz.
Chioada arbeitete bei der WWE als einer der wichtigsten Ringrichter und leitete bedeutende Kämpfe wie z. B. Shawn Michaels vs. Steve Austin bei WrestleMania XIV, Triple H vs. Vince McMahon bei Armageddon 1999, The Rock vs. Hulk Hogan bei WrestleMania X8, Triple H vs. Batista bei WrestleMania 21, John Cena vs. Triple H bei WrestleMania 22, John Cena vs. Shawn Michaels bei WrestleMania 23, John Cena vs. Batista bei SummerSlam 2008 oder John Cena vs. The Rock bei WrestleMania XXVIII
Am 15. April 2020 gab WWE bekannt, dass Mike Chioda aus seinem Vertrag entlassen wurde.

### All Elite Wrestling (AEW) 2020
Chioda leitete die Kämpfe zwischen Cody Rhodes und Scorpio Sky sowie Chris Jericho und Orange Cassidy im Rahmen der US-amerikanischen Wrestling-Show AEW Dynamite. (Ausgabe vom 12. August 2020; US)